# Paul von Hindenburg
Paul Ludwig Hans Anton von Beneckendorff i von Hindenburg (Poznań, 2. listopada 1847. – Neudeck, 2. kolovoza 1934.), njemački feldmaršal i političar 
Hindenburg se u Prvom svjetskom ratu, kao zapovjednik Osme armije, istakao pobjedama kod Tanenberga i na Mazurskim jezerima. Koncem 1914. postavljen je za vrhovnog zapovjednika njemačkih snaga na Istoku, a od kolovoza 1916. na dužnosti je zapovjednika vrhovnog stožera operativne vojske sve do potpisivanja Versajskog ugovora, kada daje ostavku.
Na izborima za novog predsjednika Weimarske Republike 1925. bivši maršal Hindenburg pobijedio je kao kandidat udružene desnice. Ponovo je izabran 1932., ali su tada na uzastopnim parlamentarnim izborima u srpnju i listopadu nacionalsocijalisti dobili velik broj glasova. 
35 % glasačkog tijela opredijelio se za njih, pa su nacisti na sve načine pokušavali prigrabiti vlast. Od siječnja 1933. postigli su sporazum s ostalim desnim strankama i predsjednikom Hindenburgom koji je Hitleru povjerio formiranje vlade, pa je time i formalno predao vlast nacistima. Tako je Hitler 31. siječnja 1933. postao kancelar Njemačke, a nakon smrti predsjednika Hindenburga 2. kolovoza 1934., kancelar Adolf Hitler preuzeo je i njegove ovlasti šefa države. Bio je to definitivan konac Weimarske Republike.
Po njemu je nazvan bent koji spaja kopno i otok Sylt.